# Jack Mather
Pour les articles homonymes, voir Mather.
Jack Mather est un acteur américain né le 8 décembre 1915 et décédé le 25 janvier 2006

## Filmographie
- 1954 : Howdy Doody (série télévisée) : Various characters (voix)
- 1957 : Mon homme Godfrey (My man Godfrey) : Détective
- 1960 : Just Mary (en) (série télévisée) (voix)
- 1967 : Spider-Man (série télévisée) : Jesse James (voix)
- 1972 : Squares : Lewis Ruth
- 1974 : The Adventures of Timothy Pilgrim (en) (série télévisée) : Ol' Cooper
- 1974 : Deranged : Drunk
- 1975 : Noah's Animals (TV) : Walrus
- 1976 : Transamerica Express (Silver Streak) : Conductor
- 1977 : Love at First Sight : Roy's dad
- 1977 : The King of Beasts (TV) : Walrus (voix)
- 1980 : Middle Age Crazy : Minister
- 1984 : Mrs. Soffel : M.. Watson
- 1985 : Reckless Disregard (TV) : Arnold Ericson
- 1985 : Anne… la maison aux pignons verts (Anne of Green Gables) (TV) : Station Master
- 1990 : Lantern Hill (en) (TV) : Train Conductor
- 1993 : Ordinary Magic : M.. Samuels
- 1995 : Billy Madison : Ted 'Old Man' Clemens
- 1995 : Canadian Bacon de Michael Moore : Pops, Night Shift at Canadian Power Plant
- 2003 : Hunger Point (TV) : Grandpa Max